# Stefan Nystrand
Stefan Nystrand (ur. 20 października 1981 w Haninge) szwedzki pływak, medalista Mistrzostw Świata i Europy.
Stefan Nystrand jest synem Szweda i Chorwatki. Na arenie międzynarodowej zadebiutował w 1999 roku w Mistrzostwach Europy na krótkim basenie. Obecnie jest obok Larsa Frölandera najbardziej utytułowanym szwedzkim pływakiem. Z imprez międzynarodowych brakuje mu jedynie medalu z Igrzysk Olimpijskich. Najbliżej medalu był na igrzyskach olimpijskich w Atenach, gdzie zajął 4. miejsce na 50 metrów dowolnym. Największe sukcesy jak dotąd odnosił na Mistrzostwach Europy na krótkim basenie, w których zdobył 16 medali, w tym 11 złotych.
Stefan Nystrand 17 listopada 2007 wynikiem 45,83 pobił rekord świata na 100 metrów stylem dowolnym na krótkim basenie (stracił go 7 grudnia 2008, kiedy to nowy rekord ustanowił Alain Bernard). Dzień wcześniej pobił również rekord na 50 metrów wynikiem 20,93, ale stracił go 11 kwietnia 2008 na rzecz Chorwata Duje Draganji.

## Sukcesy

### Mistrzostwa Świata na długim basenie
- 2007 Melbourne: 50 m stylem dowolnym

### Mistrzostwa Świata na krótkim basenie
- 2000 Ateny: 4x100 m stylem dowolnym
- 2000 Ateny: 100 m stylem dowolnym
- 2000 Ateny: 50 m stylem dowolnym
- 2002 Moskwa: 4x100 m stylem dowolnym
- 2004 Indianapolis: 50 m stylem dowolnym
- 2004 Indianapolis: 50 m stylem klasycznym
- 2006 Szanghaj: 4x100 m stylem dowolnym
- 2006 Szanghaj: 100 m stylem zmiennym
- 2008 Manchester: 4x100 m stylem dowolnym

### Mistrzostwa Europy na długim basenie
- 2000 Helsinki: 4x100 m stylem zmiennym
- 2002 Berlin: 4x100 m stylem dowolnym
- 2004 Madryt: 50 m stylem dowolnym
- 2006 Budapeszt: 100 m stylem zmiennym
- 2008 Eindhoven: 100 m stylem dowolnym
- 2008 Eindhoven: 4x100 m stylem zmiennym
- 2008 Eindhoven: 4x100 m stylem dowolnym
- 2008 Eindhoven: 50 m stylem dowolnym
- 2010 Budapeszt: 4x100 m stylem dowolnym
- 2010 Budapeszt: 50 m stylem dowolnym
- 2012 Debreczyn: 50 m stylem dowolnym